# Holoplatys semiplanata
Holoplatys semiplanata is een spinnensoort uit de familie springspinnen (Salticidae). De soort komt voor in het oosten van Australië en Nieuw-Caledonië.